# Ursula Finger
Ursula Finger (Saarbrücken, 5 juli 1929––22 februari 2015, San Diego) was een atleet uit Duitsland.
Op de Olympische Zomerspelen 1952 nam zij voor Saarland deel aan de onderdelen verspringen en 4x100 meter estafette. Bij beide onderdelen kwam ze niet verder dan de kwalificatie, maar het estafette-team liep wel een nieuw nationaal record. Finger was de eerste vrouwelijke olympier voor Saarland.
Finger immigreerde naar de Verenigde Staten van Amerika.

## Persoonlijk record
| Onderdeel   | Resultaat | Jaar |
| ----------- | --------- | ---- |
| 100 meter   | 12,4 s    | 1956 |
| verspringen | 5,66 m    | 1954 |